# Esnes-en-Argonne
Esnes-en-Argonne är en kommun i departementet Meuse i regionen Grand Est (tidigare regionen Lorraine) i nordöstra Frankrike. Kommunen ligger i kantonen Varennes-en-Argonne som tillhör arrondissementet Verdun. År 2022 hade Esnes-en-Argonne 135 invånare.

## Befolkningsutveckling
Antalet invånare i kommunen Esnes-en-Argonne
| Referens: INSEE |